# Dahu (fabeldier)
De Dahu is een imaginair hoefdier. Volgens de legende zou hij voorkomen in bergachtige streken in Europa, voornamelijk in de Franse en Zwitserse Alpen.
In de Schotse Hooglanden leeft de verwante Haggis.

## Beschrijving

### Kenmerken
De Dahu is een dier met uiterlijke kenmerken van een geit, alpensteenbok en gems. Het dier is zo'n 80 tot 120 cm groot en weegt tussen de 25 en 50 kg. De Dahu kan zo'n achttien jaar oud worden en behoort tot de herbivoren. Het dier loopt spiraalsgewijs de berg op (links- of rechtsom) tot aan de top; en ook weer in dezelfde richting terug naar beneden. Het voortdurend staan op berghellingen heeft bij dit bergdier een evolutie veroorzaakt, zoals Charles Darwin dat ooit bij diersoorten op de Galápagoseilanden constateerde. De Dahu is namelijk door eeuwenlang verblijf in de bergen geworden tot een schepsel met een kort en een lang been.

### Soorten
Tot zover bekend bestaan er 2 soorten Dahu's:
- De Dahutus Levogyrus, deze heeft kortere benen aan de linkerkant.
- De Dahutus Dextrogyrus, deze heeft kortere benen aan de rechterkant.

Als een kruising tussen beide soorten verkeerd uitvalt kunnen er of kortbenige, of langbenige Dahu's ontstaan. Tevens is het voor de Dahu moeilijk zich voort te planten, aangezien een linkse en een rechtse Dahu bij de eerste pogingen hiertoe meteen al van de berghelling rollen.
De ontmoeting tussen een linkse en een rechtse Dahu kent fatale gevolgen, de dieren zijn niet bij machte elkaar te passeren of om te draaien. Hierdoor zou zo'n dramatische ontmoeting onherroepelijk tot de hongerdood van een van beide Dahu's leiden.
Het schuwe dier wordt enkele keren in dorpen of steden gesignaleerd. Ze verplaatsen zich dan met twee poten op het trottoir en twee poten op de weg, om zodoende toch recht te kunnen lopen.

## De jacht
Omdat Dahu's steeds zeldzamer worden, is het jachtseizoen op de Dahu jaarlijks slechts geopend tussen 29 februari en 1 april. Er mag slechts worden gejaagd op Dahu's ouder dan 12 jaar. Buiten het jachtseizoen is het volgens de wet ten strengste verboden te jagen op de Dahu. Voor jagers die de wet overtreden, hangt er een celstraf van 6 maanden en een boete van € 10 000 boven het hoofd.
Er zijn verschillende manieren van jagen bekend. De meest bekende is dat één jager zich vlak achter de Dahu opstelt en op een onverwacht moment gaat fluiten op de vingers. Van schrik zal de Dahu zich omdraaien en wegens zijn onstabiliteit van de berg afrollen. Een assistent bevindt zich bergafwaarts en staat met opengehouden jute zak klaar om de Dahu op te vangen.
Er bestaan ook Dahu's die korte voorpoten hebben en lange achterpoten en omgekeerd. Voor deze dieren is het een probleem eens ze boven op een berg komen ze niet meer beneden raken. Ze zijn dus verplicht om bovenaan een berg te komen. Eens deze plaats is kaal gegeten, blijft er voor hen niks over dan een wachten op een trage dood.

## Leefgebied
De Dahu leeft in gebergten, op een hoogte tussen de 1800 en 2500 meter. Het aantal Dahu's is de laatste decennia sterk achteruitgegaan en wordt met uitsterven bedreigd. Wetenschappers wijten dit door het klimaatverandering en de toename van het aantallen wolven in het leefgebied van de Dahu. In Europa zijn de dieren aan te treffen in de Alpen, de Jura, de Vogezen en de Pyreneeën.

## Sage
De Dahu is een oude sage dat in de Franse cultuur is uitgegroeid tot een populaire grap. In verschillende regio's in het oosten van Frankrijk en het Franstalig gebied van Zwitserland wordt deze grap al jarenlang in stand gehouden om toeristen en kinderen voor gek te houden.
De grap maakte een opleving in de 19e eeuw, toen vakanties naar de bergen populair werden maar de toeristen denigrerend neerkeken naar het leven op het platteland. Bij de verhalen over de Dahu, werd er misbruik gemaakt van de onwetendheid van de toeristen, en boden de bewoners aan als gids bij "de jacht op de Dahu". Deze grap heeft stand gehouden tot het begin van de 20e eeuw. Sindsdien is de sage overgewaaid naar andere gebergten, waaronder de Pyreneeën. Tijdens de tweede helft van de 20e eeuw, nadat een hoop naïeve jagers genoeg zijn opgelicht, werd het dier nieuw leven ingeblazen bij kampvakanties in Frankrijk en Zwitserland, waar meestal voor de jeugd verhalen verteld worden en activiteiten worden georganiseerd.

## Verwanten
- De wilde Haggis, Schotse variant van de Dahu.
- De Jackalope, Noord-Amerikaanse variant van de Dahu.
- De Skvader, Zweedse variant van de Dahu.